# ميخائيل ماكين
ميخائيل ماكين هو مسير أعمال كندي، ولد في 13 نوفمبر 1951.